# Donna Andréolle
Donna Andréolle,  ou Donna Spalding Andréolle, est professeure émérite en études américaines. 

## Biographie
Donna Andreolle poursuit ses études au George Mason University de Virginie, aux États-Unis, dont elle sort Bachelor of Arts en 1975. 
Elle poursuit ses études à l'Université Stendhal Grenoble III et obtient successivement une maîtrise et une agrégation en Anglais en 1978. 
En 1993, elle passe son DEA à l'Université de Bordeaux II, soutient sa thèse en 1998 sous le titre : Dialectique idéologique et sociale dans la science-fiction féminine aux États-Unis, 1965-1995 : Querelles du présent, utopies du futur, sous la direction d’Hélène Greven-Borde. 
Elle obtient son habilitation à diriger des recherches en langue et littérature anglo-saxonne à l'Université d'Orléans en 2003. 
Donna Andréolle poursuit sa carrière d'enseignante à l'Université de Stendhal-Grenoble en 2010 puis à l'Université du Havre à partir de 2015. 
Spécialiste de la science-fiction américaine, ses travaux abordent la question de la représentation de l'idéologie féministe, des femmes et de la science dans la science-fiction américaine. 
Un autre volet de son travail concerne les séries télévisées américaines dans leurs dimensions esthétiques et idéologiques.
Dans cette dernière partie de ses recherches, elle travaille sur des séries telles que True Blood, Battlestar Galactica ou la série Friends à laquelle elle a consacré un ouvrage : Friends, destins de la génération X.

## Principales publications
- Men are from Mars, Women are from Venus ? A case Study of Some Radical Feminist Discourse in the Crossfire, Revue Francaise d'études américaines, 2007[5].
- Science and empire in the nineteenth century - a journey of imperial conquest and scientific progress, en collaboration avec Catherine Delmas et Christine Vandamme, éditions Cambridge Scholars Publishing, 2010[6].
- Women and Science, 17th century to Present: Pioneers, Activists, Protagonists, en collaboration avec Véronique Molinari, éditions Cambridge Scholars Publishing, 2011[7].
- Friends: Chroniques de la Génération X, Presses Universitaires de France collection “séries cultes”: 2015[8],[9].